# Krzysztof Kowalewski
Krzysztof Kowalewski (n. 20 martie 1937, Varșovia, Polonia – d. 6 februarie 2021, Varșovia, Polonia) a fost un actor de film, teatru și televiziune și comic polonez.
Kowalewski a fost cel mai cunoscut pentru numeroasele sale roluri de comedie. Și-a făcut debutul în film în 1960 în pelicula Cavalerii teutoni în regia lui Aleksander Ford și a apărut în aproximativ 120 de filme și seriale TV. A jucat peste o mie de roluri în Teatrul Radiofonic polonez. Mulți ani a fost lector la Școala Superioară de Stat de Teatru Aleksander Zelwerowicz din Varșovia.

## Biografie
Tatăl său a fost Cyprian Leon Kowalewski, economist, director al unei fabrici de hârtie din Jeziorna, veteran al războiului polono-sovietic și al celei de-a treia revolte din Silezia din 1921, ucis în 1940 la Harkov, în Masacrul de la Katyń. Mama sa a fost Elżbieta Kowalewska născută Herszaft, o actriță de origine evreiască,  iar unchiul său a fost Adam Herszaft, pictor.
Pe tot parcursul celui de-Al Doilea Război Mondial, mama și-a ascuns rădăcinile evreiești de Krzysztof. După căderea Revoltei din Varșovia, s-au mutat din capitala ruinată la Kielce. La 4 iulie 1946 s-au întors la Varșovia. În 1955, a absolvit Școala Gimnazială a XIV-a Stanisław Staszic din Varșovia, apoi a studiat la Școala Superioară de Stat de Teatru, pe care a absolvit-o în 1960.
În același an, și-a făcut debutul ca actor în Cavalerii teutoni în regia lui Aleksander Ford. În martie 1961, a jucat pentru prima dată pe scena Teatr Dramatyczny, cu care a fost asociat până în 1962. În anii 1970 și 1980, a apărut în filme ca Uciec jak najblizej de Janusz Zaorski, Z tamtej strony teczy de Andrzej Jerzy Piotrowski, Gniazdo de Jan Rybkowski⁠(d).
Kowalewski a apărut adesea în filmele lui Stanisław Bareja⁠(d). În filmul Nie ma rózy bez ognia (1974) a jucat rolul unui milițian. În 1976 a jucat rolul principal al lui Michał Roman în Brunet wieczorowa pora. În 1978, în Ce vei face, dacă mă prinzi (Co mi zrobisz jak mnie zlapiesz), l-a jucat pe regizorul Tadeusz Krzakoski, în timp ce în Miś (1980)  l-a jucat pe Jan Hochwander.
Actor în următoarele teatre: Teatrul Clasic, Teatrul Dramatic, Teatrul Polonez, Teatrul Satiric Studențesc, Teatrul Rozmaitości, Teatrul Kwadrat și Teatrul Contemporan din Varșovia (din 1977).
Prima sa soție, Vivian, era din Cuba. Timp de mulți ani, a fost într-o relație cu actrița Ewa Wiśniewska⁠(d). S-au despărțit după ce Krzysztof a cunoscut-o pe actrița Agnieszka Suchora⁠(d), cu care s-a căsătorit în 2002. A avut doi copii: Wiktor (din relația cu Vivian) și Gabriela (cu Agnieszka Suchora).
Kowalewski a fost distins cu Marele Premiu al Splendorii (în poloneză Wielki Splendor) în 1992, Crucea de Cavaler a Ordinului Polonia Restituta în 2002 și o Medalie de Merit pentru Cultură - Gloria Artis în același an.

## Filmografie (selecție)

### Film
|      |                                               |                                              |             |
| An   | Titlu                                         | Rol                                          | Note        |
| 1960 | Cavalerii teutoni                             | arcașul Ordinului Teuton                     | nemenționat |
| 1961 | Kwiecień                                      | stegarul Sulikowski                          |             |
| 1963 | Ucigașul și fata                              | subalternul stegarului Szymański             |             |
| 1965 | Pinguinul                                     | un pasager în autobuz (nemenționat)          |             |
| 1966 | Marysia și Napoleon                           | Ofițer                                       | nemenționat |
| 1974 | Potopul                                       | Roch Kowalski                                |             |
| 1974 | Nie ma róży bez ognia⁠(d)                      | Polițist                                     |             |
| 1974 | Gniazdo⁠(d)                                    | Boleslau - fiul lui Boleslau I al Boemiei    |             |
| 1975 | Sfârșitul vacanței                            | profesorul; rol dublat de Bogusław Sochnacki |             |
| 1976 | Brunet wieczorową porą⁠(d)                     | Michał Roman                                 |             |
| 1978 | Ce vei face când mă vei prinde?⁠(d)            | Tadeusz Krzakoski                            |             |
| 1980 | Miś⁠(d)                                        | Jan Hochwander                               |             |
| 1984 | Spectacol la „Miraj”                          | Jan Krzyżtoporski                            |             |
| 1986 | Jezioro Bodenskie⁠(d)                          | Pociejak                                     |             |
| 1990 | Eminent Domain⁠(d)                             | Proprietar al poligonului de tragere         |             |
| 1991 | Rozmowy kontrolowane⁠(d)                       | Zygmunt Molibden                             |             |
| 1995 | Nic smiesznego                                | Producător                                   |             |
| 1999 | Prin foc și sabie                             | Jan Onufry Zagłoba                           |             |
| 1999 | Všichni moji blízcí                           | Rous                                         |             |
| 2001 | Prin pustiu și junglă (W pustyni i w puszczy) | Kalioupoli                                   |             |
| 2002 | Kariera Nikosia Dyzmy⁠(d)                      | Borewicz                                     |             |

### Televiziune
|         |                              |                 |             |
| An      | Titlu                        | Rol             | Note        |
| 1975    | Czterdziestolatek⁠(d)         | Benek           | 2 episoade  |
| 1978    | 07 zgłoś się⁠(d)              | Cameo           | 1 episod    |
| 1986    | Zmiennicy⁠(d)                 | Tomasz Michalik | 9 episoade  |
| 1989    | Janna⁠(d)                     | Oskar Nowak     | 15 episoade |
| 2003    | Bao-Bab, czyli zielono mi⁠(d) | General Mamoń   | 3 episoade  |
| 2007–08 | Niania⁠(d)                    | Janusz Skalski  | 2 episoade  |
| 2009    | 39 i pół⁠(d)                  | Chelko          | 1 episod    |
| 2013    | True Law⁠(d)                  | Lucjan Zawilski | 1 episod    |